# Limnophila (Indolimnophila) bivittata
Limnophila (Indolimnophila) bivittata is een tweevleugelige uit de familie steltmuggen (Limoniidae). De soort komt voor in het Oriëntaals gebied.